# Wilnobreen
Wilnobreen er en gletsjer i Pilsudskibjergene på øgruppen Svalbard. Den er placeret ved Ostra Bramatoppen i det sydvestlige hjørne af øen Spitsbergen. Gletsjeren blev navngivet i 1934 af deltagerne i den polske videnskabelige ekspedition med henvisning til den daværende polske by Wilno, hvorfra to medlemmer af ekspeditionen kom, og hvor professoren i zoologi var Michał Siedlecki, far til geolog Stanisław Siedlecki, der deltog i ekspeditionen.